# Fuochista

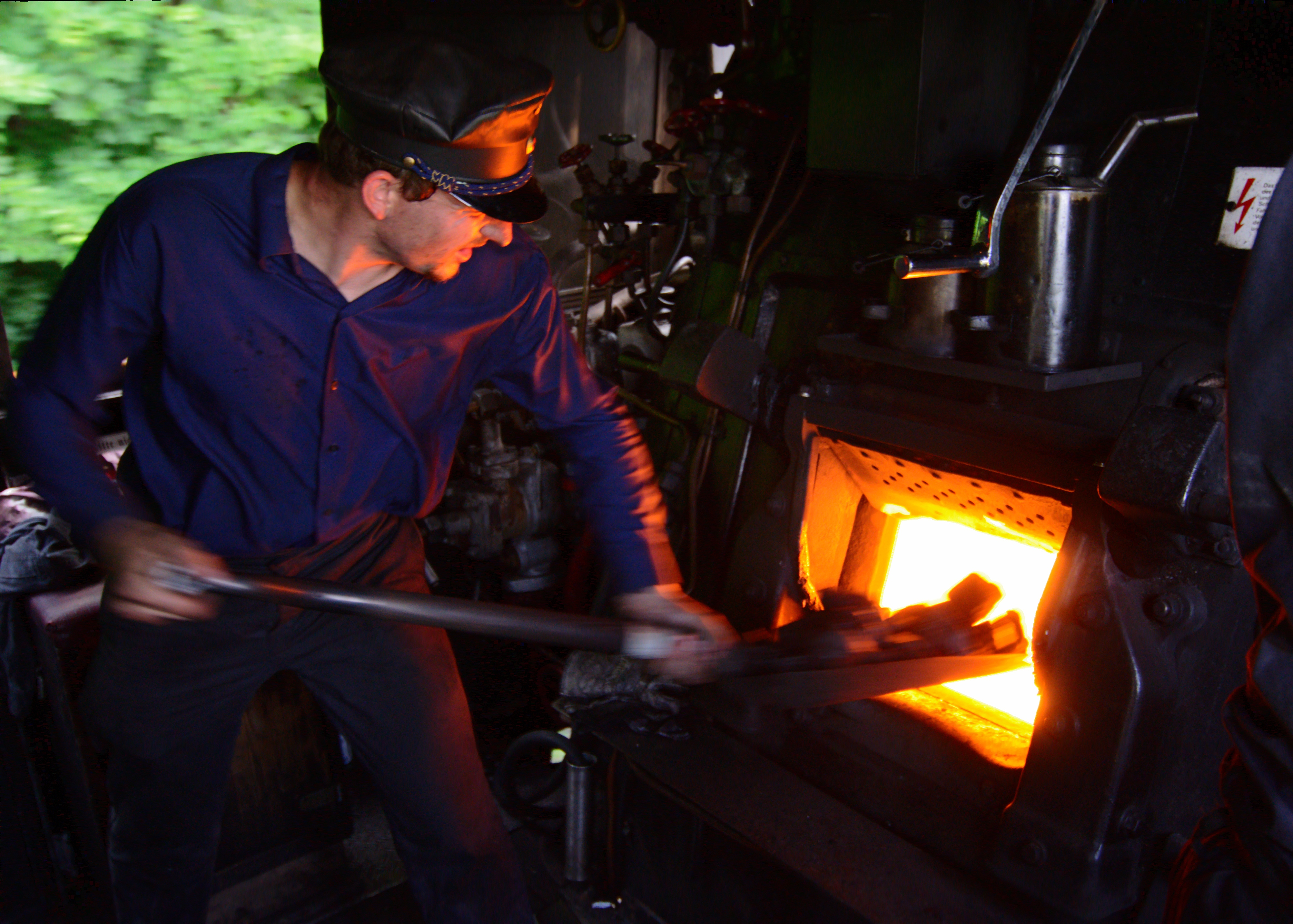
Un fuochista tedesco al lavoro su una locomotiva Class 52

Il fuochista è il lavoratore che si occupa del funzionamento e del controllo di uno o più generatori di vapore.
Il titolo di fuochista si ottiene, in Italia, a seguito di un esame che può essere di 4º, 3º, 2º o 1º grado, quest'ultimo permette di condurre i generatori di vapore più grandi e senza limite di potenzialità produttiva, come le grandi caldaie delle centrali termoelettriche. Una particolare figura di fuochista era quella (ormai quasi scomparsa) del secondo agente della locomotiva a vapore che doveva conseguire un'abilitazione di 4° valida solo nelle Ferrovie dello Stato. 
Anche nella marina mercantile spesso era necessario avere il 3° grado, ma sui transatlantici vi erano impianti a vapore di maggiore producibilità o superficie. 
Nella marina militare quasi sempre i generatori di vapore richiedevano il 1° grado.